# Лікар перед дилемою (п'єса)
«Лікар перед дилемою» — п'єса Джорджа Бернарда Шоу, вперше поставлена в 1906 році. Це проблемна п'єса про моральні дилеми, породжені обмеженими медичними ресурсами, і конфлікт бізнесу та покликання приватної медицини.

## Персонажі
Ролі та оригінальний акторський склад:
- Містер Денбі – Льюїс Кессон
- Сер Патрік Каллен – Вільям Фаррен, мл.
- Луїс Дюбедат – Харлі Гранвіль-Баркер
- Еммі – Клер Гріт
- Доктор Бленкінсоп – Едмунд Герні
- Мінні Тінвелл — Мері Гамільтон
- Катлер Волпол — Джеймс Хірн
- Сер Ральф Блумфілд Бонінгтон – Ерік Льюїс
- Газетник – Тревор Лоу
- Офіціант - Персі Мармонт
- Дженніфер Дюбедат — Лілла Маккарті
- Редпенні – Норман Пейдж
- Лео Шуцмахер – Майкл Шербрук
- Сер Коленсо Ріджен — Бен Вебстер

ЛІКАР ПЕРЕД ДІЛЕМОЮ
ПРОГРАМА ТЕАТРУ КОРОЛІВСЬКОГО ДВІРУ
«Починаючи з понеділка, 31 грудня 1906 року, лише протягом шести тижнів»
Згідно з цією програмою, газетяра грає містер Жюль Шоу.

## Сюжет

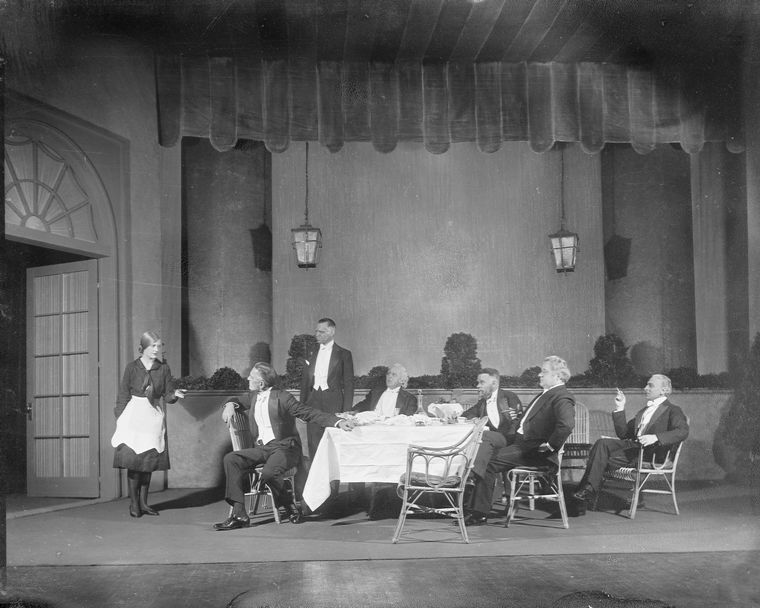
Фотографія сцени, розробленої Джо Мілзінером для «Лікар перед дилемою» Джорджа Бернарда Шоу, 1927 рік

В п'єсі описана дилема нещодавно вшанованого лікаря сера Коленсо Ріджена, який розробив нові революційні ліки від туберкульозу. Однак його приватна медична практика з обмеженим персоналом і ресурсами може лікувати лише десять пацієнтів одночасно. З групи з п'ятдесяти пацієнтів він вибрав десятьох, які, на його думку, можуть вилікуватись і найгідніші порятунку. Однак до нього звертається молода жінка Дженніфер Дюбедат зі своїм смертельно хворим чоловіком Луїсом Дюбедатом, і Коленсо визнає, що може насилу врятувати ще одного пацієнта. Лише потрібно показати, що ця людина найбільш варта спасіння. Однак ситуація ускладнюється, коли старий друг і колега виявляє, що він теж потребує лікування. Сер Коленсо повинен вибрати, якого пацієнта він врятує: доброго, альтруїстичного, бідного колегу-медика чи надзвичайно обдарованого, але при цьому дуже неприємного бабія, двоєженця та аморального молодого художника. Лікар Коленсо миттєво закохується в молоду та жваву місіс Дюбедат, і через це лікарю стає ще важче вирішити, кому варто жити.

## Передмова
Передмова до п'єси — як правило, так само, як і сама драма — є розлогою тирадою проти професій, і зокрема професії лікаря як надмірної відданості протестам суспільного блага та фактичному переслідуванню приватних інтересів. Бернард покинув школу і використав Британську бібліотеку щоб осягнути масштабну програми самоосвіти у свої 20 років і брав активну участь у місцевій політиці в бідному лондонському районі Сент-Панкрас. Будучи одним із засновників фабіанського руху в 1884 році, Шоу був пристрасним критиком величезної різниці між багатими та бідними, і його унікальне поєднання неймовірного інтелекту та панорамних знань означало, що його рідко залякували у його місії справедливості та правди (проте значна частина передмови надається блискучій промові проти вівісекції). На час створення цієї п'єси він був дуже успішним драматургом з такими роботами, як «Людина й надлюдина» і «Майор Барбара», які отримали міжнародне визнання. «Лікар перед дилемою» стала вважатися найбільшою сатирою на медичну професію з часів Мольєрового «Удаваного хворого».
Шоу називає Алмрота Райта джерелом своєї обізнаності про медичну науку: «Усім експертам буде очевидно, що моя п'єса не могла бути написана, якби не робота сера Алм[р]ота Райта щодо теорії та практики забезпечення імунізації від бактеріальних захворювань шляхом інокуляції вакцин із власних бактерій». Ця примітка характерно іронічна. Райт був посвячений у лицарі незадовго до написання цієї п'єси, і Шоу з підозрою поставився до високої репутації Райта (останній також був відомий під прізвиськом «Сер Майже правий» (англ. Sir Almroth Wright). Двоє чоловіків зустрілися в 1905 році і брали участь у довгій низці серйозних дискусій, де в один момент оспорюється медична аудиторія, що у них «вже занадто багато пацієнтів». Реакція Шоу мала на меті запитання: що буде зроблено, якби попит пацієнтів був більшим, ніж можна було б задовольнити, і Райт відповів: «Ми повинні розглянути, яке життя варте порятунку». Це стало «дилемою» вистави. 
У передмові згадується, що існує ще одна дилема: бідні лікарі легко піддаються спокусі проводити дорогі, але марні (і в кращому випадку нешкідливі) операції чи процедури своїм пацієнтам заради особистої вигоди. «Хіба я не можу використати повну кишеню гіней краще, ніж цей чоловік — свою ногу?» Повідомляється, що на це надихнула поведінка відомого ЛОР-лікаря в Лондоні, який розробив просту та майже нешкідливу операцію з видалення язичка, яка не принесла користі його пацієнтам, але принесла хірургу великі гроші.

## Значущість
У п'єсі також згадуються нові розробки (на той час) в мікробній теорії хвороб, а саме опсоніни, і присутні соціалістичні та антивівісекціоністські думки.
Тема вистави залишається актуальною: у будь-який час з'являться методи лікування, які є настільки дефіцитними або дорогими, що одні люди можуть їх отримати, а інші — ні. Хто вирішує і на яких підставах приймається рішення?
Іноді стверджують, що несподіваним побічним ефектом успіху п'єси стало значне збільшення популярності імені «Дженніфер» (ім'я головної героїні) в англомовному світі. Однак державна статистика Великої Британії (що стосується Англії та Уельсу) показує, що ім'я «Дженніфер» уперше увійшло до 100 найпоширеніших імен для дівчаток у 1934 році — через цілих 28 років після першої постановки п'єси. Так само це ім'я не входило до 1000 найпопулярніших імен для новонароджених дівчаток у США до 1938 року.

## Постановки
«Лікар перед дилемою» була вперше поставлена 20 листопада 1906 року в Королівському театрі.
Актриса Кетрін Корнелл поставила п'єсу на Бродвеї в 1941 році, в якій зіграли вона та Реймонд Мессі.
У 1942 році Бінкі Бомонт поставила п'єсу для Вів'єн Лі. Після шестимісячного провінційного туру він відкрився у лондонському Вест-Енді на Хеймаркеті, де тривав понад рік.
Однойменна екранізація п'єси була знята в 1958 році режисером Ентоні Асквітом, у головних ролях Леслі Керон і Дірк Богард.
Останнє гучне відродження п'єси (2012) відбулося на сцені Літтелтона в Національному театрі в Лондоні. Режисером стала Надія Фолл, Аден Джиллетт зіграв однойменного лікаря, Женев'єв О'Рейлі в ролі Дженніфер Дубедат і Том Берк в ролі Луї Дубедат. Постановка отримала середні відгуки.